# کمدن (تنسی)
کمدن(به انگلیسی: Camden) شهری در ایالت تنسی کشور ایالات متحده آمریکا است که جمعیت آن در سرشماری سال ۲۰۱۰ میلادی، ۳٬۵۸۲ نفر بوده‌است.